# Sophronica amplipennis
Sophronica amplipennis är en skalbaggsart som beskrevs av Francis Polkinghorne Pascoe 1888. Sophronica amplipennis ingår i släktet Sophronica och familjen långhorningar.
Artens utbredningsområde är Angola. Inga underarter finns listade i Catalogue of Life.